# Новиград (сторожевой катер)
OB-01 Novigrad (до 1991 года PČ-171 Biokovo, с 1991 по 2009 годы имел индекс OB-61) — югославский и хорватский сторожевой катер типа «Мирна», состоящий на вооружении с 1980 года. Входит в Береговую охрану Хорватии.